# Siebenbürgenlied
„Siebenbürgenlied” („Cântecul Transilvaniei”), cunoscut de asemenea ca „Siebenbürgen, Land des Segens” („Transilvanie, țară a binecuvântării”), este un imn regional compus în 1848 de Johann Lukas Hedwig, cu versuri scrise de Maximilian Leopold Moltke, drept imn pentru sașii transilvăneni. Imnul a fost tradus atât în limba maghiară de către Ritoók János cât și în limba română de Dan Dănilă. Acest imn regional este cel mai important cântec din muzica tradițională săsească.

## Versuri
| Germană | Maghiară | Română |
| --- | --- | --- |
| 1. Siebenbürgen, Land des Segens Land der Fülle und der Kraft, mit dem Gürtel der Karpaten um das grüne Kleid der Saaten \|\|: Land voll Gold und Rebensaft. :\|\|    | 1. Erdélyország áldott földje, bőség és erő hazája. Kárpátoknak őlelése zöld erdő, s arany kalász. \|\|: Erdélyország a hazánk. :\|\|                   | 1. Transilvanie, mândră țară cu puteri și bogății de Carpați împrejmuită, cu verdeață răsădită, \|\|: plai cu aur și cu vii. :\|\|              |
| 2. Siebenbürgen, Meeresboden einer längst verflossnen Flut; nun ein Meer von Ährenwogen, dessen Ufer waldumzogen, \|\|: an der Brust des Himmels ruht! :\|\|          | | 2. Transilvanie, țărm de mare răsărit din vechi talaz, astăzi spice-n legănare odihnesc la sân de zare \|\|: între maluri verzi de brazi. :\|\| |
| 3. Siebenbürgen, Land der Trümmer einer Vorzeit, stark und groß, deren tausendjährige Spuren ruhen noch in deinen Fluren \|\|: ungeschwächtem Ackerschoß! :\|\|       | | 3. Transilvanie, vechi ruine dintr-un ev îndepărtat, urme mari și milenare odihnesc sub glia care \|\|: rodnicia și-a păstrat. :\|\|            |
| 4. Siebenbürgen, grüne Wiege einer bunten Völkerschar! Mit dem Klima aller Zonen, mit dem Kranz von Nationen \|\|: um des Vaterlands Altar! :\|\|                     | | 4. Transilvanie, leagăn verde pentru oricare vlăstar, reunești climele toate, națiuni, cununi purtate \|\|: pe al patriei altar. :\|\|          |
| 5. Siebenbürgen, grüner Tempel mit der Berge hohem Chor, wo der Andacht Huldigungen steigen in so vielen Zungen \|\|: zu dem einen Gott empor! :\|\|                  | | 5. Transilvanie, plai de graiuri diferite-n fel și ton, dar în rugăciuni unite urcă limbile-mpărțite \|\|: spre dumnezeiescul tron. :\|\|       |
| 6. Siebenbürgen, Land der Duldung jedes Glaubens sichrer Hort, mögst du bis zu fernen Tagen als ein Hort der Freiheit ragen \|\|: und als Wehr dem freien Wort! :\|\| | 6. Erdélyország drága kincsünk, Minden nép és minden vallás, arra kér most adj erőt. Isten, áldd meg Erdély földjét! \|\|: Erdélyország a hazánk. :\|\| | 6. Transilvanie tolerantă adăpost credințelor, până-n zile-ndepărtate apără în libertate \|\|: ființa cuvintelor. :\|\|                         |
| 7. Siebenbürgen, süße Heimat unser teures Vaterland! Sei gegrüßt in deiner Schöne und um alle deine Söhne \|\|: schlinge sich der Eintracht Band! :\|\|               | 7. Erdélyország édes hazánk Őseinknek otthona, Gyönyörűség melynek párját e világon nem leled. \|\|: Erdélyország a hazánk. :\|\|                       | 7. Transilvanie, patrie dulce, țară a părinților, frumusețe, slavă ție, fiii tăi în armonie \|\|: să-i unească doar un dor. :\|\|               |

## Galerie

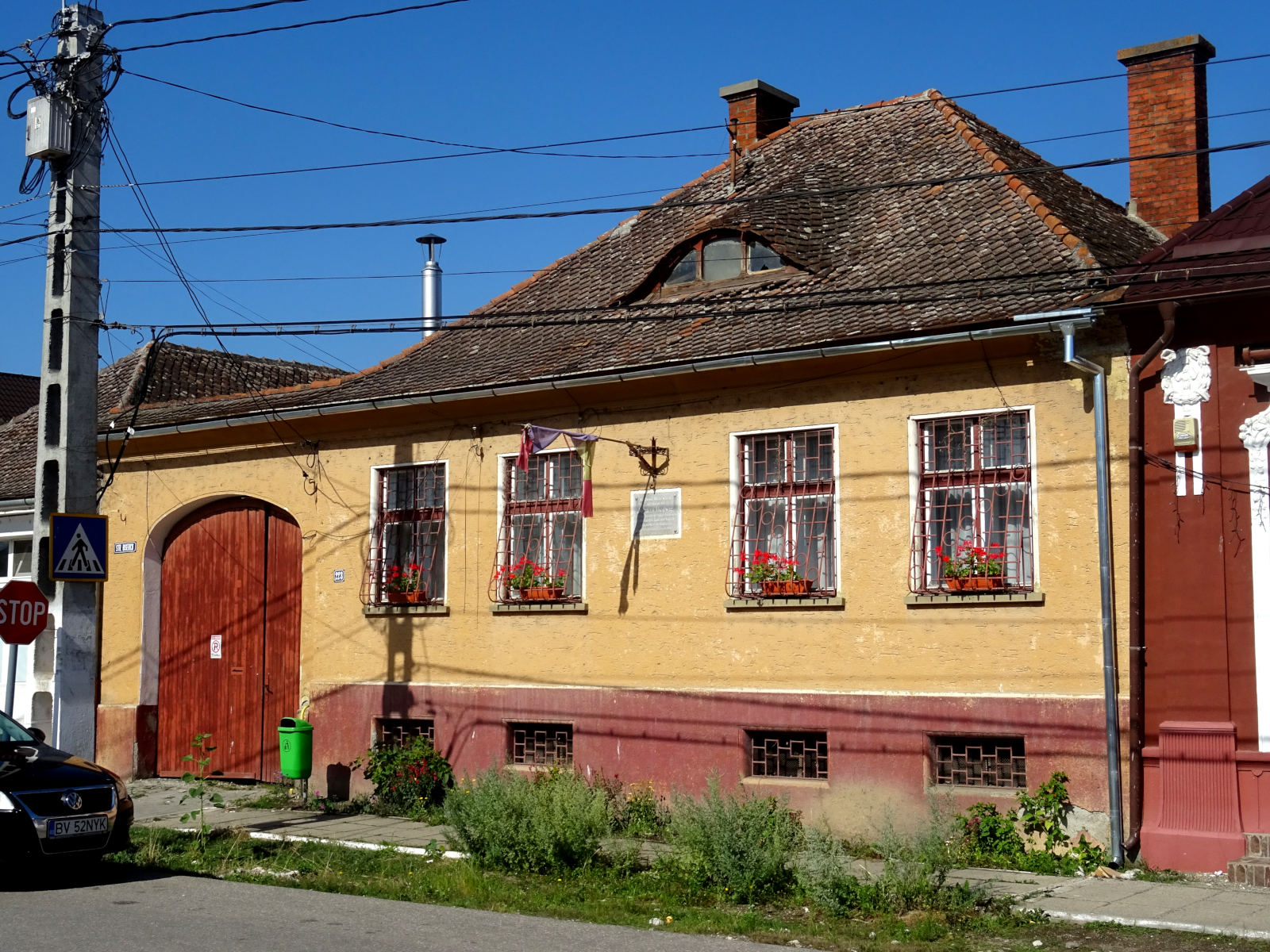
Casa memorială Johann Lukas Hedwig în care acesta s-a născut în satul Hălchiu (germană Heldsdorf), județul Brașov
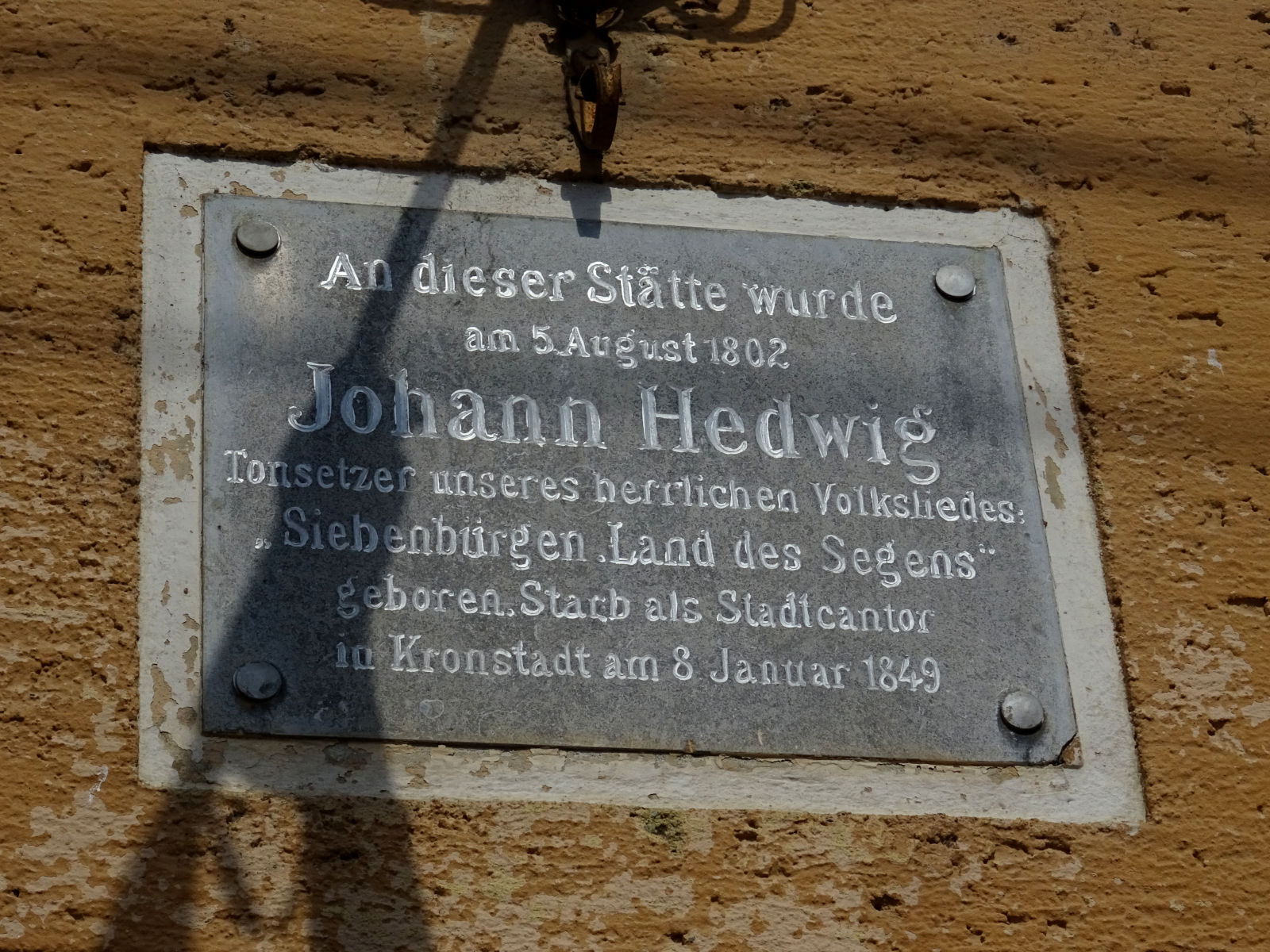
Placă comemorativă în limba germană pe casa memorială a lui Johann Lukas Hedwig
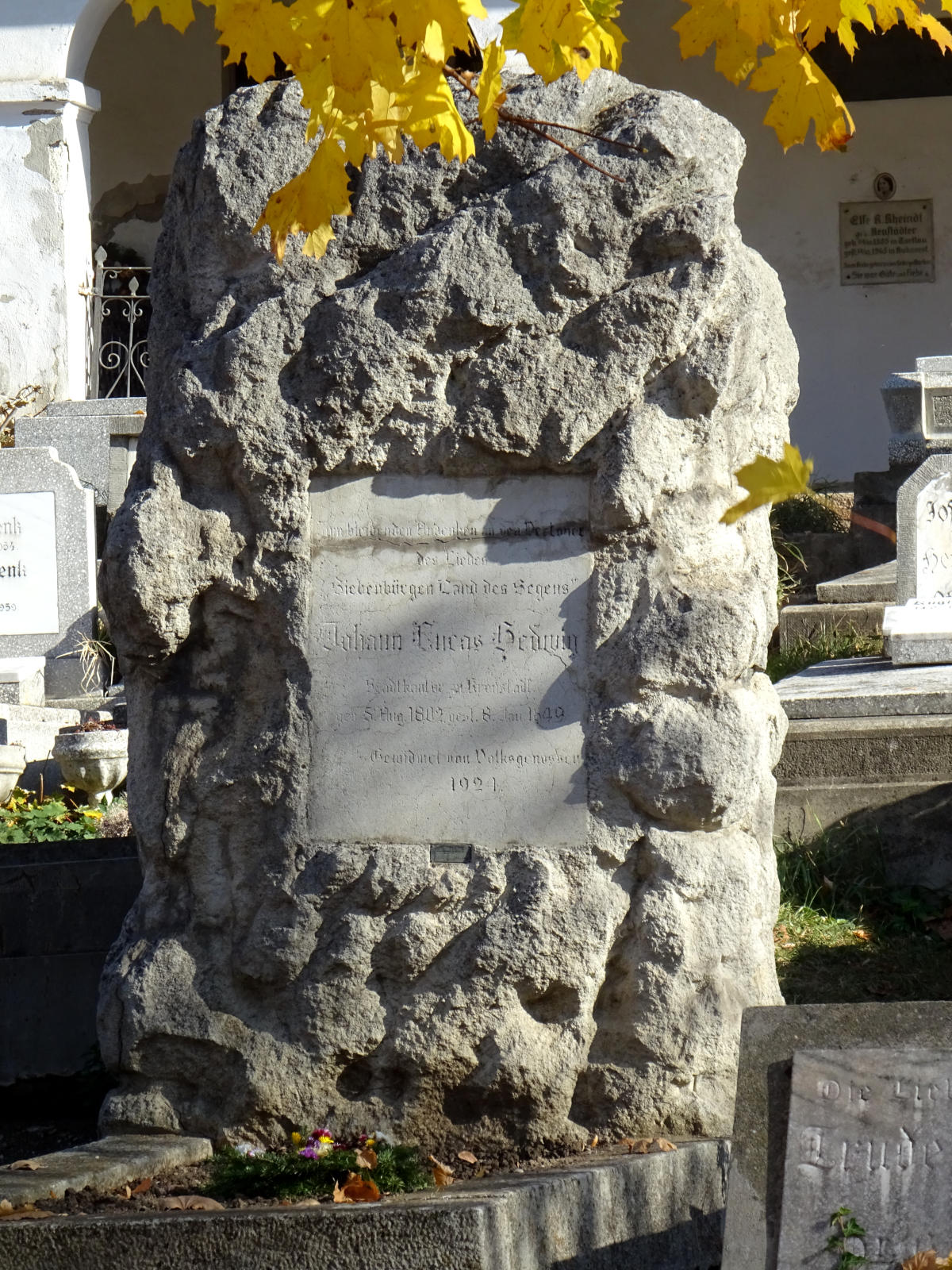
Piatra funerară a compozitorului sas Johann Lukas Hedwig în cimitirul evanghelic german din Brașov (germană Kronstadt)